# True Story (Kurzfilm)
True Story (englisch für Wahre Geschichte) ist ein US-amerikanischer Kurzfilm von Robert Frank aus dem Jahr 2004. 2008 wurde der Film überarbeitet und feierte am 5. Mai 2009 bei den Internationalen Kurzfilmtagen in Oberhausen seine deutsche Premiere.

## Handlung
Robert Frank erinnert sich autobiografisch als Off-Sprecher über Filmausschnitte früherer Werke und Fotografien an die Vergangenheit sowie die Gegenwart an seinen Wohnorten in New York und Nova Scotia (Kanada). Zentrales Thema ist dabei der Tod seiner Kinder Andrea und Pablo, aber auch die Kunst seiner Frau June Leaf.

## Rezeption
Bei den Internationale Kurzfilmtage Oberhausen 2009 erhielt der Film den Hauptpreis unter der folgenden Begründung:

„Eine endlose Familienkatastrophe bildet das Epizentrum des Verlustes für den alternden Künstler, der nach einem Leben voller offener Bilderwunden tiefe Zärtlichkeit beweist, eine lebendige Ethik mit seiner Lebensgefährtin, der Künstlerin June Leaf.“